# Dobson (Karolina Północna)
Dobson – miasto w Stanach Zjednoczonych, w stanie Karolina Północna, siedziba administracyjna hrabstwa Surry.